# Crepidospermum
Crepidospermum es un género  de plantas  perteneciente a la familia Burseraceae.  Comprende 8 especies descritas y de estas, solo 6 aceptadas.

## Taxonomía
El género fue descrito por Joseph Dalton Hooker y publicado en Genera Plantarum 1: 325. 1862. La especie tipo es: Crepidospermum sprucei Benth. & Hook. f.  

## Especies aceptadas
A continuación se brinda un listado de las especies del género Crepidospermum aceptadas hasta octubre de 2013, ordenadas alfabéticamente. Para cada una se indica el nombre binomial seguido del autor, abreviado según las convenciones y usos.
- Crepidospermum atlanticum Daly
- Crepidospermum cuneifolium (Cuatrec.) Daly
- Crepidospermum goudotianum (Tul.) Triana & Planch.
- Crepidospermum multijugum Swart
- Crepidospermum prancei Daly
- Crepidospermum rhoifolium (Benth.) Triana & Planch.